# Léré (Cher)
Léré és un municipi francès, situat al departament de Cher i a la regió de Centre – Vall del Loira. L'any 2007 tenia 1.226 habitants.

## Demografia

### Població
El 2007 la població de fet de Léré era de 1.226 persones. Hi havia 560 famílies, de les quals 206 eren unipersonals (77 homes vivint sols i 129 dones vivint soles), 169 parelles sense fills, 133 parelles amb fills i 52 famílies monoparentals amb fills.
La població ha evolucionat segons el següent gràfic:
Habitants censats

### Habitatges
El 2007 hi havia 747 habitatges, 576 eren l'habitatge principal de la família, 113 eren segones residències i 58 estaven desocupats. 698 eren cases i 45 eren apartaments. Dels 576 habitatges principals, 413 estaven ocupats pels seus propietaris, 140 estaven llogats i ocupats pels llogaters i 23 estaven cedits a títol gratuït; 1 tenia una cambra, 44 en tenien dues, 127 en tenien tres, 137 en tenien quatre i 267 en tenien cinc o més. 439 habitatges disposaven pel capbaix d'una plaça de pàrquing. A 254 habitatges hi havia un automòbil i a 239 n'hi havia dos o més.

### Piràmide de població
La piràmide de població per edats i sexe el 2009 era:
| Homes | Edats   | Dones |
| ----- | ------- | ----- |
| 0     | 95 o +  | 4     |
| 0     | 90 a 94 | 4     |
| 0     | 85 a 89 | 8     |
| 8     | 80 a 84 | 16    |
| 40    | 75 a 79 | 36    |
| 24    | 70 a 74 | 36    |
| 48    | 65 a 69 | 48    |
| 28    | 60 a 64 | 32    |
| 16    | 55 a 59 | 28    |
| 36    | 50 a 54 | 36    |
| 40    | 45 a 49 | 40    |
| 52    | 40 a 44 | 32    |
| 64    | 35 a 39 | 64    |
| 56    | 30 a 34 | 60    |
| 8     | 25 a 29 | 28    |
| 20    | 20 a 24 | 8     |
| 48    | 15 a 19 | 44    |
| 36    | 10 a 14 | 40    |
| 52    | 5 a 9   | 48    |
| 76    | 0 a 4   | 32    |

## Economia
El 2007 la població en edat de treballar era de 745 persones, 515 eren actives i 230 eren inactives. De les 515 persones actives 462 estaven ocupades (262 homes i 200 dones) i 52 estaven aturades (23 homes i 29 dones). De les 230 persones inactives 100 estaven jubilades, 55 estaven estudiant i 75 estaven classificades com a «altres inactius».

### Ingressos
El 2009 a Léré hi havia 568 unitats fiscals que integraven 1.223 persones, la mediana anual d'ingressos fiscals per persona era de 17.952 €.

### Activitats econòmiques
Dels 51 establiments que hi havia el 2007, 7 eren d'empreses extractives, 1 d'una empresa alimentària, 4 d'empreses de fabricació d'altres productes industrials, 6 d'empreses de construcció, 8 d'empreses de comerç i reparació d'automòbils, 4 d'empreses de transport, 1 d'una empresa d'hostatgeria i restauració, 4 d'empreses financeres, 2 d'empreses immobiliàries, 3 d'empreses de serveis, 7 d'entitats de l'administració pública i 4 d'empreses classificades com a «altres activitats de serveis».
Dels 17 establiments de servei als particulars que hi havia el 2009, 1 era una gendarmeria, 1 oficina de correu, 3 oficines bancàries, 3 tallers de reparació d'automòbils i de material agrícola, 1 paleta, 3 fusteries, 1 lampisteria, 1 perruqueria, 1 restaurant i 2 agències immobiliàries.
Dels 5 establiments comercials que hi havia el 2009, 1 era una botiga de més de 120 m², 1 una botiga de menys de 120 m², 2 carnisseries i 1 una sabateria.
L'any 2000 a Léré hi havia 26 explotacions agrícoles que ocupaven un total de 1.482 hectàrees.

## Equipaments sanitaris i escolars
L'únic equipament sanitari que hi havia el 2009 era una farmàcia.
El 2009 hi havia 1 escola maternal i 1 escola elemental.

## Poblacions més properes
El següent diagrama mostra les poblacions més properes.